# Shinji Tanimura
Shinji Tanimura (谷村新司, Tanimura Shinji, né le 11 décembre 1948 à Osaka, Japon) et mort le  8 octobre 2023 à Tokyo), est un chanteur japonais, auteur-compositeur-interprète. Il débute dans les années 1970 en formant le groupe Alice, et commence à écrire pour d'autres artistes dont Momoe Yamaguchi. Il commence sa propre carrière en solo deans les années 1980, se produisant dans divers pays d'Asie. Certaines de ses chansons sont reprises à Hong Kong par Jacky Cheung, Alan Tam, Anita Mui et Leslie Cheung. Il sort un grand nombre de disques et se produit dans de nombreux concerts, et milite en faveur des relations sino-japonaises.